# Letters from a Killer
Letters from a Killer è un film del 1998 diretto da David Carson.
Patrick Swayze interpreta un uomo di nome Race Darnell, che è stato ingiustamente condannato per l'omicidio della moglie.

## Trama
Un uomo, chiamato Race Darnell, viene ingiustamente condannato per l'omicidio della moglie. Durante il tempo in prigione, trova conforto in quattro donne, con le quali instaura una corrispondenza. Dopo la sua seconda comparizione in tribunale, l'uomo viene finalmente scarcerato in quanto riconosciuto non colpevole dell'omicidio per i quali era stato condannato precedentemente. Nel frattempo, a causa dello scambio della corrispondenza, le donne  hanno scoperto l'esistenza l'una dell'altra, e una di esse minaccia l'uomo di morte.
Una volta uscito dal carcere, Race cerca di scoprire chi gli manda le cassette minatorie. Durante le sue ricerche, vengono uccise alcune delle donne con cui teneva la corrispondenza. Con l'aiuto di un suo amico, egli continua le ricerche, mentre è braccato dalla polizia perché sospettato degli omicidi delle donne. Anche l'ex poliziotta Lita che teneva la corrispondenza con lui lo ricerca, perché convinta anche lei che egli sia colpevole; tuttavia, dopo poco, ella si rende conto dell'innocenza di Race, e così lo aiuta a scappare.
Ad un certo punto, Race inizia a sospettare di Lita, che, difatti, rapisce l'ultima donna viva e la porta nel proprio appartamento. Mentre l'ex poliziotta cerca le cassette, la situazione si ribalta: si scopre dunque che l'assassina è proprio l'ultima delle donne, Gloria, che spara a Lita cercando poi di far cadere la colpa su Race. All'arrivo della polizia, fortunatamente, Lita, che è ancora viva, riesce a registrare la confessione della donna, e automaticamente a scagionare Race.

## Produzione
La pellicola è stata prodotto dalla J&M Entertainment ed LFAK Inc. Gli effetti speciali sono a opera della POP Film; dell'assicurazione si è occupata la AON, mentre degli effetti ottici la f-Stop e la Howard Anderson Company.
Il film è stato girato ad Echo, Wendover, Salt Lake City, Jordanelle (Utah), Fair Oaks, Ione, Los Angeles, Sacramento, Woodland (California), New Orleans (Louisiana), Reno (Nevada). Il 9 maggio 1997, giorno di riprese, l'attore Patrick Swayze cade da cavallo finendo contro un albero, rompendosi entrambe le gambe e quattro tendini della spalla.
Il film ha 3 colonne sonore: Daddy Tried e Desire, eseguite e scritte dalle Mr. Dyer's Daughters (Elsa J. Dyer, Linda J. Dyer e Sonja L. Dyer), ed Everything Bitter Tastes Sweet, scritta invece da Angelo Petraglia.

## Tagline
La tagline per il film è la seguente:
- Don't Open The Mail.
  - Non aprire la posta.

## Distribuzione
Il film è stato distribuito in Grecia il 21 agosto 1998 con il nome Erotika grammata ap' ton dolofono; in Portogallo a Oporto il 10 marzo 1999 e nel resto del paese il 12 dello stesso mese dalla Filmes Lusomundo come Cartas de Um Assassino; in Islanda il 28 aprile; nei Paesi Bassi il 27 maggio; in Italia il 28 maggio; in Corea del Sud il 5 giugno; in Indonesia il 3 luglio; in Belgio il 4 agosto; in Francia l'11 agosto dalla Opening Distribution come Lettres à un tueur; in Germania il 6 settembre come Letters from a Killer; in Argentina il 13 ottobre come Cartas para un asesino; in Brasile il 12 novembre come Cartas de um Assassino; in Messico il 4 febbraio 2000 come Cartas de un asesino; in Giappone il 25 marzo dalla Victor Company of Japan (JVC) come Voice Letter; nelle Filippine il 26 aprile; in Spagna il 27 ottobre come Cartas de un asesino, e in Kuwait l'11 aprile 2001.

### Divieto
Il film è stato vietato ai minori di 12 anni in Francia; ai minori di 13 in Spagna; 15 in Australia; 16 in Argentina, Germania, Islanda, Paesi Bassi, e Portogallo. Negli Stati Uniti la Motion Picture Association of America (MPAA), ha valutato il film R (restricted), ovvero vietato ai minori di 17 anni non accompagnati dai genitori. Censura più severa nelle Filippine, Corea del Sud, e Regno Unito, dove il film è stato vietato ai minori di anni 18.